# Стоянче Рибарев
Стоянче Рибарев (на македонска литературна норма: Стојанче Рибарев) е виден юрист от Северна Македония.

## Биография
Роден е на 19 юни 1964 година в Щип. Завършва право в Юридическия факултет на Битолския университет в 1987 година и започва работа като стажант в Окръжния стопански съд в Щип. След полагане на правосъден изпит в 1990 година работи като секретар на същия съд. На 30 юни 1996 година е избран за съдия в Основния съд в Щип и работи по граждански дела. В 1997 – 2000 година е председател на съда. От 200 до 2002 година е член на Републиканския съдебен съвет. В 2002 година е избран за съдия в Апелационния съд в Щип и работи по граждански дела. От 2008 година е председател на съда.
Член е на различни юридически комисии към правителството.
На 20 май 2008 година е избран за съдия в Апелтивния съд в Скопие, където работи в Търговския отдел.
През ноември 2014 година става магистър по бизнес право в Америкън Колидж, Скопие.
На 5 септември 2016 година Съдебният съвет на Република Македония го избира за съдия във Върховния съд на Република Македония.